# Andrey Nikolayevich Mordvichev
Andrey Nikolayevich Mordvichev (tiếng Nga: Андрей Николаевич Мордвичев; sinh ngày 17 tháng 1 năm 1976) là một Anh hùng Liên bang Nga, Thượng tướng Lực lượng vũ trang Liên bang Nga, tư lệnh Lực lượng Lục quân, nguyên tư lệnh quân khu Trung tâm của Nga  cũng là tư lệnh Nhóm quân Trung tâm (Tsentr) của Nga ở Bắc Donetsk, Ukraina.

## Tiểu sử
A.N. Mordvichev sinh ra trong một gia đình người Nga tại thành phố Pavlodar, Cộng hòa Xã hội chủ nghĩa Xô viết Kazakhstan trong thành phần Liên Xô.
Năm 1997, ông tốt nghiệp Trường Cao đẳng Sĩ quan Binh chủng hợp thành Novosibirsk. Năm 2006, ông tốt nghiệp Học viện Các binh chủng hợp thành của Lực lượng Vũ trang Liên bang Nga.
Năm 2011, với quân hàm đại tá, ông được bổ nhiệm làm tư lệnh lữ đoàn xe tăng cận vệ số 4. Năm 2013, được thăng hàm thiếu tướng. Năm 2014, là chỉ huy của lữ đoàn xạ kích cơ giới số 13 thuộc Quân khu Trung tâm.
Năm 2016, ông tốt nghiệp Học viện Quân sự Bộ Tổng tham mưu Lực lượng Vũ trang Liên bang Nga.
Năm 2017, ông là người đứng đầu đơn vị đồn trú Yuzhno-Sakhalinsk, tư lệnh Quân đoàn 68. Với tư cách tư lệnh Quân đoàn 68 của Quân khu Đông, Ông đã chủ trì lễ duyệt binh kỷ niệm 78 năm chiến thắng "giải phóng Nam Sakhalin và quần đảo Kuril khỏi sự chiếm đóng của Nhật Bản".
Năm 2018, ông là Phó Tư lệnh thứ nhất kiêm Tham mưu trưởng Quân đoàn liên hợp 41 thuộc Quân khu Trung tâm.
Từ 2019 đến 2021 - ông là Phó Tư lệnh thứ nhất Quân đoàn Cận vệ 8, Quân khu Nam. Ông đã chỉ huy lễ duyệt binh kỷ niệm 75 năm chiến thắng trong Chiến tranh Vệ quốc tại Volgograd.
Từ năm 2021 đến năm 2022 - Tư lệnh Tập đoàn quân số 8, Quân khu Nam.
Từ 2022 đến 2023 - Phó Tư lệnh Quân khu Nam.
Ông chỉ huy một đơn vị đột kích Kherson đầu năm 2022. Chính quyền Ukraina từng tuyên bố rằng Mordvichev đã tử trận trong trận này. Ukraine tuyên bố vị tướng thứ 5 của Nga tử trận trong trận chiến ác liệt ở Kherson nhưng Moscow chưa xác nhận. Cái chết của ông được thông báo bởi Bộ chỉ huy quân sự cấp cao của quân đội Ukraine tại Kiev vào hôm nay 19 tháng 3 năm 2022. Người ta tin rằng tướng Nga Mordvichev đã bị thiệt mạng trong trận chiến ở làng Chornobaivka, thuộc Vùng Kherson.
Kể từ ngày 16 tháng 2 năm 2023 - ông làm Tư lệnh Quân khu Trung tâm.
Ngày 7 tháng 10 năm 2023, ông được thăng quân hàm Thượng tướng.
Tháng 2 năm 2024, cánh quân Tsentr của quân Nga ở Ukraina dưới sự chỉ huy của ông đã chiếm được Avdiivka nhanh hơn và ít tổn thất hơn so với khi quân Nga chiếm Bakhmut. Nhờ đó, ông được Tổng thống Putin khen ngợi và phong danh hiệu Anh hùng Liên bang Nga.

## Khen thưởng
- Anh hùng Liên bang Nga
- Huân chương Alexander Nevsky
- Huân chương Zhukov
- Huân chương Dũng cảm
- Huân chương Quân công
- Huân chương "Vì công trạng cho Tổ quốc", hạng nhì
- Huân chương Suvorov